# Zalán Mészáros
Zalán Krisztian Mészáros (Budapest, 14 marzo 1974) è un ex cestista ungherese.

## Carriera
Con l'Ungheria ha disputato i Campionati europei del 1999.